# Chestnut Ridge
Chestnut Ridge è un villaggio degli Stati Uniti d'America, situato nello stato di New York, nella contea di Rockland. Il villaggio è molto conosciuto per una cascata situata nella riserva naturale di Chestnut Ridge County Park a sud di Buffalo nello stato di New York, nota per essere la sede di un fenomeno naturale attivo ormai da anni. L"eternal flame" così denominato è un fuoco sempre attivo che risiede in una grotta della cascata. Gli studiosi hanno spiegato l'inverosimile evento come uno sfiato naturale di gas metano che, acceso dai probabili abitanti del luogo ormai assenti da anni, è rimasto attivo fino ai giorni nostri diventando motivo d'attrazione di curiosi e turisti.